# Guibéroua (underprefektur)
Guibéroua är en underprefektur i Elfenbenskusten. Den ligger i departementet Gagnoa, i den södra delen av landet, 120 km sydväst om huvudstaden Yamoussoukro.